# 23 juni
23 juni is de 174ste dag van het jaar (175ste dag in een schrikkeljaar) in de gregoriaanse kalender. Hierna volgen nog 191 dagen tot het einde van het jaar.

## Gebeurtenissen
- Algemeen
  - 1985 - Een bom aan boord van Air India vlucht 182 laat de Boeing 747 neerstorten voor de kust van Ierland waarbij alle 329 inzittenden omkomen.
  - 1997 - Een groot deel van Midden-Nederland wordt getroffen door een stroomuitval. Het treinverkeer rondom Utrecht ligt hierdoor uren stil.
  - 2008 - In Nederland wordt voor het eerst een eiken huwelijk gevierd. Een Amstelveens echtpaar is op deze datum tachtig jaar gehuwd, een mijlpaal die nog niet eerder werd bereikt.
- Kunst en cultuur
  - 2006 - In Parijs opent het nieuwe museum Musée du quai Branly zijn deuren.
- Muziek
  - 1978 - Voor het eerst wordt in De Kuip (stadion Feijenoord) in Rotterdam een popconcert gehouden. Ruim 50.000 fans zijn getuige van het optreden van Bob Dylan, die zijn eerste Europese tournee maakt.[1]
- Oorlog
  - 1585 - Slag bij Amerongen. Het Staatse leger wordt door de Spaanse troepen in de uiterwaarden van de Nederrijn bij Amerongen verslagen.
  - 1914 - Mexicaanse Revolutie: Inname van Zacatecas door de rebellen van Pancho Villa.
  - 1994 - President Nelson Mandela van Zuid-Afrika accepteert een verzoek van de Verenigde Naties om te bemiddelen tussen de strijdende partijen in Angola.
  - 1994 - Frankrijk krijgt groen licht van de VN-veiligheidsraad om te interveniëren in de burgeroorlog in Rwanda. Bij de eerste acties van de Operatie Turquoise zijn zeshonderd manschappen betrokken.
- Politiek
  - 1252 - Breda koopt privileges wat lange tijd werd aangezien als verkrijgen van stadsrechten.
  - 1298 - Rooms-koning Adolf van Nassau wordt afgezet en Albrecht I van Oostenrijk wordt gekozen als zijn opvolger.
  - 1305 - Verdrag van Athis-sur-Orge gesloten tussen graafschap Vlaanderen en Frankrijk.
  - 1971 - De zes landen van de EEG en Verenigd Koninkrijk worden het eens over de aansluiting van het VK bij de Euromarkt in 1973.
  - 1990 - Moldavië roept zich uit tot soevereine staat.
  - 2011 - De Nederlandse politicus Geert Wilders wordt door de rechtbank vrijgesproken van alle ten laste gelegen feiten, waaronder haatzaaien en groepsbelediging.
  - 2012 - De Boliviaanse regering besluit het leger in te zetten om de veiligheid op de openbare weg te garanderen, omdat een staking van de politie uit de hand dreigt te lopen.
  - 2015 - Rwanda reageert woedend op de arrestatie in Londen van de spionagebaas van het land, Karenzi Karake. De vertrouweling van president Paul Kagame werd op verzoek van Spanje gearresteerd op verdenking van genocide, misdaden tegen de menselijkheid en terrorisme.
  - 2016 - De Britten spreken zich in een referendum bij meerderheid van stemmen (51,9%) uit voor het beëindigen van het lidmaatschap van de Europese Unie.
- Religie
  - 1951 - De staat Washington in de Verenigde Staten wordt een zelfstandige rooms-katholieke kerkprovincie met het Aartsbisdom Seattle, het Bisdom Spokane en het nieuwe Bisdom Yakima
  - 1999 - Benoeming van de Nederlander Hugo van Steekelenburg tot bisschop van Almenara in Brazilië.
- Sport
  - 1894 - Het Internationaal Olympisch Comité wordt opgericht in de Sorbonne in Parijs, op initiatief van baron Pierre de Coubertin.
  - 1923 - Oprichting van de Roemeense voetbalclub Rapid Boekarest.
  - 1968 - Jozef Adamec scoort namens Tsjecho-Slowakije als eerste voetballer ooit een hattrick tegen Brazilië in een onderlinge oefeninterland in Bratislava.
  - 1974 - Het Nederlands voetbalelftal zet Bulgarije met 4-1 opzij in de derde groepswedstrijd bij het WK voetbal 1974 in West-Duitsland. Johan Neeskens benut twee strafschoppen.
  - 1991 - In Parijs verliest de Nederlandse hockeyploeg in de finale van het Europees kampioenschap van Duitsland.
  - 2007 - Jong Oranje wint het Europees Kampioenschap voetbal voor spelers onder 21 jaar door in de finale Jong Servië met 4-1 te verslaan.
  - 2007 - In Vaasa verbetert atleet Guus Hoogmoed het zes jaar oude Nederlands record op de 100 meter van Troy Douglas (10,19 seconden) met een tijd van 10,15 seconden.
- Wetenschap en technologie
  - 1868 - Christopher Sholes verkrijgt octrooi op de eerste schrijfmachine.
  - 1983 - Geboorte van de eerste Belgische reageerbuisbaby.
  - 1984 - In het Rotterdamse Dijkzigtziekenhuis ondergaat Ger Keyzer als eerste Nederlander met succes een harttransplantatie.
  - 2025 - Vanaf Vandenberg Space Force Base wordt een raket gelanceerd met de allereerste satelliet van het Nederlandse leger.[2]

## Geboren

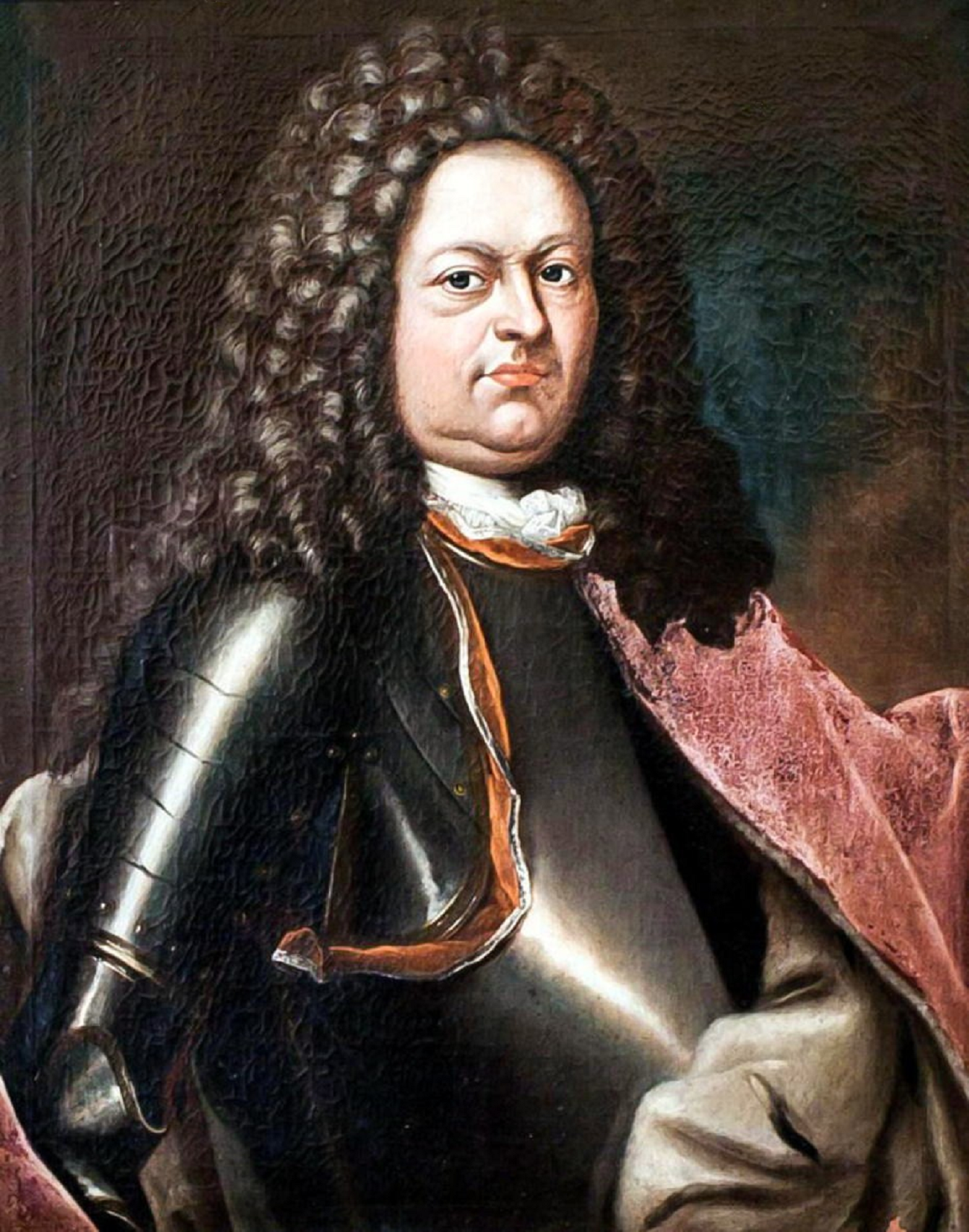
Johan Ernst van Nassau-Weilburg
geboren in 1664

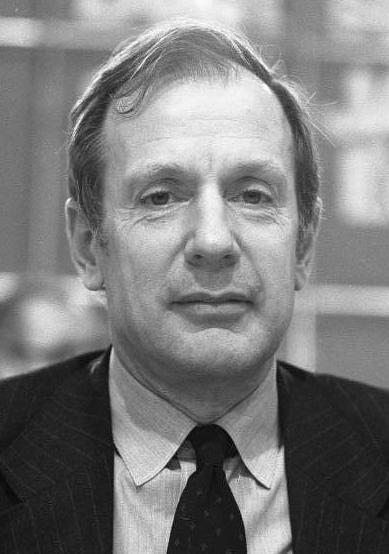
Klaus von Dohnanyi,
geboren in 1928

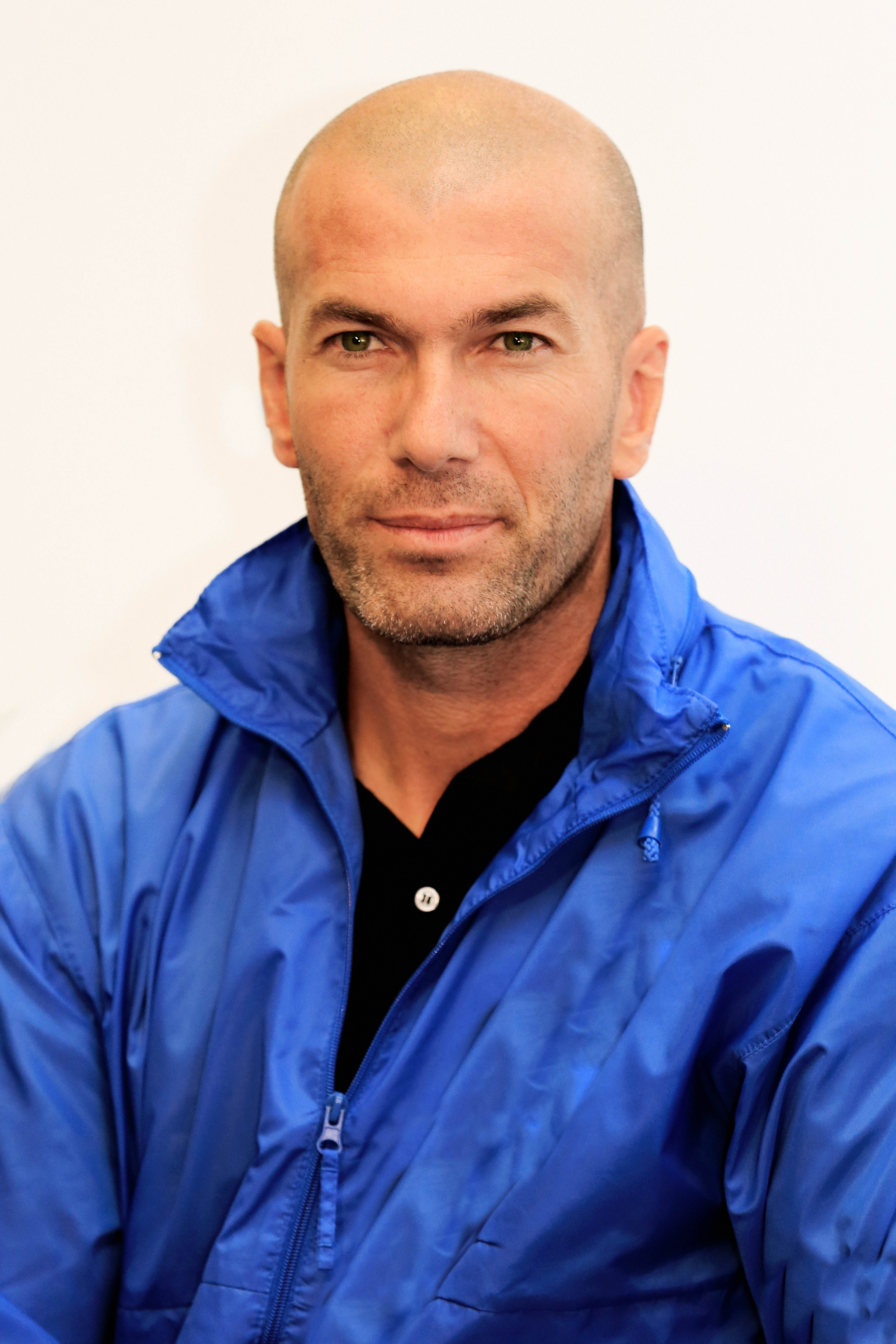
Zinedine Zidane,
geboren in 1972

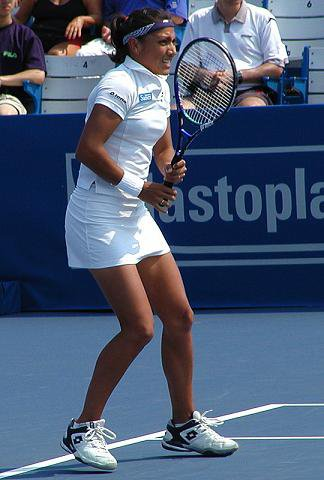
Paola Suárez,
geboren in 1976

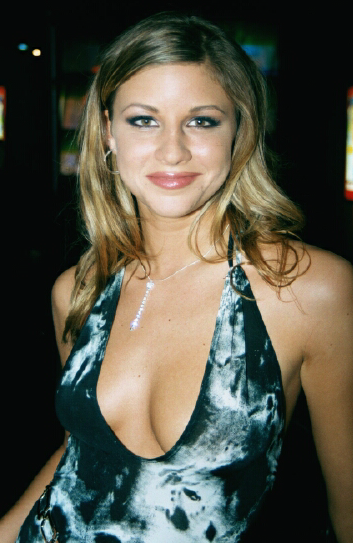
Monica Sweetheart,
geboren in 1981

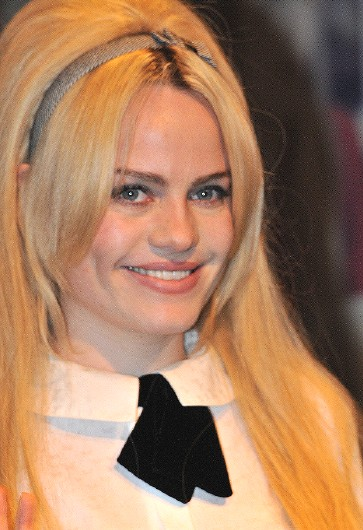
Duffy,
geboren in 1984

- 47 v.Chr. - Ptolemaeus XV Caesarion, zoon van Cleopatra VII en Gaius Julius Caesar (overleden 30 v.Chr.)
- 1534 - Oda Nobunaga, Japans daimyo (overleden 1582)
- 1607 - Willem Otto van Nassau-Siegen, Duits officier in het Zweedse leger (overleden 1641)
- 1664 - Johan Ernst van Nassau-Weilburg, graaf van Nassau-Weilburg (overleden 1719)
- 1680 - Charlotte Amalia van Nassau-Dillenburg, regentes van Nassau-Usingen en Nassau-Saarbrücken (overleden 1738)
- 1703 - Maria Leszczyńska, echtgenote van Lodewijk XV van Frankrijk (overleden 1768)
- 1763 - Joséphine de Beauharnais, keizerin van Frankrijk (overleden 1814)
- 1818 - Simon Vissering, Nederlands journalist, hoogleraar en minister (overleden 1888)
- 1819 - Cornelis Cardinaal, Nederlands politiefunctionaris (overleden 1893)
- 1843 - Otto Kuntze, Duits botanicus (overleden 1907)
- 1846 - Gaston Maspero, Italiaans egyptoloog (overleden 1916)
- 1846 - Anton Svendsen, Deens violist (overleden 1930)
- 1857 - Willem de Veer, Nederlands beroepsmilitair (overleden 1931)
- 1859 - Floor Wibaut, Nederlands zakenman en politicus (overleden 1936)
- 1871 - Tine Tammes, Nederlands botanica (overleden 1947)
- 1878 - Gustave Strauven, Belgisch architect (overleden 1919)
- 1882 - Elizabeth de Clercq, Nederlands bibliothecaresse (overleden 1960)
- 1885 - Reginald Fenning, Brits roeier (overleden 1955)
- 1887 - Bas van der Veer, Nederlands illustrator (overleden 1941)
- 1894 - Eduard VIII, koning van Groot-Brittannië, hertog van Windsor (overleden 1972)
- 1894 - Greet Hofmans, Nederlands gebedsgenezeres (overleden 1968)
- 1894 - Alfred Kinsey, Amerikaans bioloog en seksuoloog (overleden 1956)
- 1889 - Anna Achmatova, Russisch dichteres (overleden 1966)
- 1892 - Edmund Cobb, Amerikaans acteur (overleden 1974)
- 1897 - Winifred Wagner, schoondochter van Richard Wagner (overleden 1980)
- 1899 - Johannes Kippers, Nederlands verzetsstrijder (overleden 1944)
- 1900 - Hendrik Roelof de Zaaijer, Nederlands jurist (overleden 1991)
- 1906 - Henricus Rol, Nederlands grafisch kunstenaar (overleden 1992)
- 1907 - Gerrit Bolhuis, Nederlands beeldhouwer (overleden 1975)
- 1907 - Nico de Haas, Nederlands schrijver (overleden circa 2000)
- 1907 - Gerrit Cornelis van der Willigen, Nederlands burgemeester (overleden 1986)
- 1910 - Jean Anouilh, Frans toneelschrijver (overleden 1987)
- 1910 - Gordon Hinckley, Amerikaans geestelijke (overleden 2008)
- 1912 - Jan de Spot, Belgisch journalist, bankier, advocaat, schrijver en politicus (overleden 1980)
- 1912 - Alan Turing, Brits wiskundige (overleden 1954)
- 1912 - Flory Van Donck, Belgisch golfer (overleden 1992)
- 1913 - Sverre Hansen, Noors voetballer (overleden 1974)
- 1915 - Robin Montgomerie-Charrington, Brits autocoureur (overleden 2007)
- 1915 - Dutch Schaefer, Amerikaans autocoureur (overleden 1978)
- 1916 - Leslie Thorne, Schots autocoureur (overleden 1993)
- 1920 - Daan Schwagermann, Nederlands beeldend kunstenaar (overleden 2023)
- 1920 - Karel Voous, Nederlands bioloog (overleden 2002)
- 1925 - Oliver Smithies, Brits/Amerikaans geneticus en Nobelprijswinnaar (overleden 2017)
- 1926 - Arnaldo Pomodoro, Italiaans beeldhouwer (overleden 2025)
- 1927 - Piet van Breemen, Nederlands pater jezuïet en auteur (overleden 2021)
- 1927 - Herbert MacKay-Fraser, Amerikaans autocoureur (overleden 1957)
- 1927 - Kenneth McKellar, Brits zanger (overleden 2010)
- 1928 - Klaus von Dohnanyi, Duits politicus
- 1928 - JCJ Vanderheyden, Nederlands kunstenaar (overleden 2012)
- 1929 - Bart Carlier, Nederlands voetballer (overleden 2017)
- 1929 - June Carter Cash, Amerikaans country-zangeres (overleden 2003)
- 1929 - Mario Ghella, Italiaans wielrenner (overleden 2020)
- 1929 - Claude Goretta, Zwitsers filmregisseur (overleden 2019)
- 1929 - Klára Killermann, Hongaars zwemster (overleden 2012)
- 1929 - Henri Pousseur, Belgisch componist (overleden 2009)
- 1929 - Rob Slotemaker, Nederlands autocoureur (overleden 1979)
- 1930 - Árpád Fazekas, Hongaars voetballer (overleden 2018)
- 1930 - Elza Soares, Braziliaans sambazangeres (overleden 2022)
- 1931 - Arie van Deursen, Nederlands historicus (overleden 2011)
- 1931 - Liebje Hoekendijk, Nederlands programmamaakster, schrijfster (overleden 2021)
- 1934 - Leo Jansen, Nederlands politicus (overleden 2012)
- 1934 - Jean Van Hoof, Belgisch atleet
- 1935 - Bruce Jacobi, Amerikaans autocoureur (overleden 1987)
- 1935 - György Kárpáti, Hongaars waterpolospeler (overleden 2020)
- 1936 - Berend Boudewijn, Nederlands acteur, regisseur, theaterdirecteur en tv-presentator
- 1936 - Jan Hoet, Belgisch kunstkenner (overleden 2014)
- 1937 - Martti Ahtisaari, Fins diplomaat en politicus (overleden 2023)
- 1937 - Viktor Gjika, Albanees filmregisseur (overleden 2009)
- 1938 - Aptuk Noewahe, Surinaams Wayana-granman (overleden 2023)
- 1939 - Tjeerd Velstra, Nederlands springruiter, vierspanmenner en bondscoach (overleden 2019)
- 1940 - Simon Hobday, Zuid-Afrikaans golfer (overleden 2017)
- 1940 - Wilma Rudolph, Amerikaans atlete (overleden 1994)
- 1940 - Stuart Sutcliffe, Brits basgitarist (overleden 1962)
- 1943 - James Levine, Amerikaans dirigent (overleden 2021)
- 1943 - Vinton Cerf, Amerikaans internetontwerper
- 1944 - Pascal Mercier, Zwitsers filosoof en schrijver (overleden 2023)
- 1945 - John Garang, Soedanees wiskundeleraar, rebellenleider en politicus (overleden 2005)
- 1945 - Paul Goddard, Amerikaans bassist (overleden 2014)
- 1947 - Karlos Callens, Belgisch politicus (overleden 2023)
- 1947 - Jef Van Looy, Belgisch politicus
- 1948 - Clarence Thomas, Amerikaans jurist en rechter
- 1950 - Antônio Monfrini Neto (Manfrini), Braziliaans voetballer
- 1954 - Caroline Nelissen, Nederlands schrijfster
- 1954 - Johan Sanctorum, Belgisch filosoof en auteur
- 1955 - Roelof Luinge, Nederlands voetbalscheidsrechter
- 1955 - Jean Tigana, Frans voetballer en voetbalcoach
- 1957 - Frances McDormand, Amerikaans actrice
- 1958 - Pietro Fanna, Italiaans voetballer
- 1959 - Wim De Coninck, Belgisch voetballer
- 1959 - Rudi De Wyngaert, Belgisch atleet
- 1959 - Rob Geurts, Nederlands bobsleeër
- 1961 - Manfred Hiemer, Duits rallynavigator (overleden 2023)
- 1961 - Stijn Jaspers, Nederlands atleet (overleden 1984)
- 1961 - David Leavitt, Amerikaans schrijver
- 1963 - Colin Montgomerie, Schots golfer
- 1964 - Caroline Pauwels, Belgisch communicatiewetenschapster en rector (overleden 2022)
- 1964 - Frank Van Passel, Belgisch regisseur en producent
- 1964 - Joss Whedon, Amerikaans producent, regisseur en scriptschrijver
- 1965 - Suzanne Bosman, Nederlands televisiepresentatrice
- 1966 - Chantal Daucourt, Zwitsers mountainbikester
- 1967 - Hensley Meulens, Nederlands honkballer
- 1968 - Raymond Kurvers, Nederlands musicalacteur
- 1968 - Michael Sandstød, Deens wielrenner
- 1968 - Kent Steffes, Amerikaans beachvolleyballer
- 1969 - Fernanda Ribeiro, Portugees atlete
- 1970 - Mark 'Oh, Duits danceproducer
- 1970 - Daan Roovers, Nederlands filosofe
- 1970 - Yann Tiersen, Frans muzikant en componist
- 1972 - Selma Blair, Amerikaans actrice
- 1972 - Sacha Schneider, Luxemburgs voetballer
- 1972 - Zinédine Zidane, Frans voetballer
- 1973 - Marie N, Lets zangeres
- 1974 - Carolina de Bourbon de Parme, hertogin van Guernica, Nederlands prinses
- 1974 - Sinan Şamil Sam, Turks bokser (overleden 2015)
- 1975 - David Howell (golfer), Engels golfer
- 1975 - Heidi Lenaerts, Belgisch presentatrice
- 1975 - Janika Sillamaa, Ests zangeres en actrice
- 1975 - Chris Witty, Amerikaans schaatsster
- 1975 - Markus Zusak, Australisch schrijver
- 1976 - Edwin Kempes, Nederlands tennisser
- 1976 - Mamen Sanz, Spaans model
- 1976 - Paola Suárez, Argentijns tennisster
- 1976 - Patrick Vieira, Frans voetballer
- 1977 - Miguel Ángel Angulo, Spaans voetballer
- 1977 - Hayden Foxe, Australisch voetballer
- 1977 - Jason Mraz, Amerikaans singer-songwriter
- 1977 - Joost Spijkers, Nederlands acteur en cabaretier
- 1979 - Marilyn Agliotti, Nederlands hockeyster
- 1980 - Francesca Schiavone, Italiaans tennisster
- 1981 - Walter Lechner jr., Oostenrijks autocoureur
- 1981 - Monica Sweetheart, Tsjechisch pornoactrice
- 1982 - Bart Aernouts, Belgisch veldrijder
- 1983 - Kari Arkivuo, Fins voetballer
- 1983 - Kreshnik Gjata, Albanees zwemmer
- 1983 - Jolanda Verstraten, Nederlands atlete
- 1984 - Duffy, Welsh zangeres en songwriter
- 1984 - Takeshi Matsuda, Japans zwemmer
- 1984 - Phi Nguyen, Nederlands acteur
- 1985 - Morten Jørgensen, Deens roeier
- 1986 - Luis Manuel Seijas, Venezolaans voetballer
- 1986 - Simon Špilak, Sloveens wielrenner
- 1987 - Stanley Aborah, Ghanees/Belgisch voetballer
- 1988 - Isabell Herlovsen, Noors voetbalster
- 1989 - Joe Kovacs, Amerikaans atleet
- 1989 - Kristoffer Nordfeldt, Zweeds voetballer
- 1989 - Louis Rossi, Frans motorcoureur
- 1990 - Crox Acuña, Venezolaans zwemmer
- 1993 - Michelle Jenneke, Australisch atlete
- 1995 - Hao Yun, Chinees zwemmer
- 1996 - Damiano Fioravanti, Italiaans autocoureur
- 1997 - Amber Gersjes, Nederlands judoka
- 2001 - Floris Van Tricht, Belgisch wielrenner
- 2003 - Elise Uijen, Nederlands wegwielrenster
- 2004 - Anouk de Groot, Nederlands voetbalster
- 2004 - Aleksandra Troesova, Russisch kunstschaatsster
- 2006 - Lucas Høgsberg, Deens voetballer
- 2006 - Eli Junior Kroupi, Frans-Ivoriaans voetballer

## Overleden

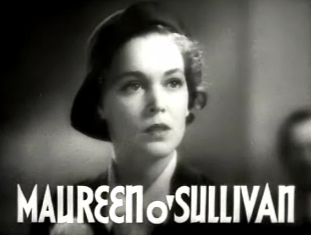
Maureen O'Sullivan,
overleden in 1998

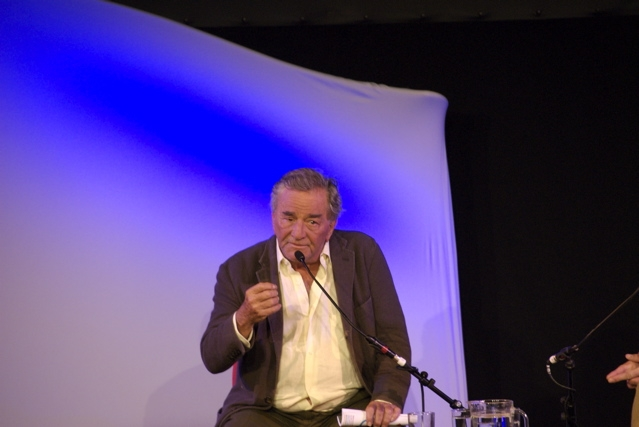
Peter Falk,
overleden in 2011

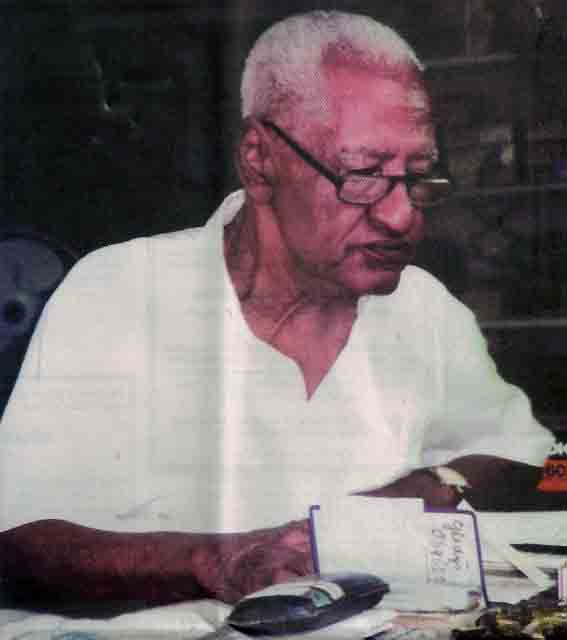
Elis Juliana,
overleden in 2013

- 79 - Vespasianus (69), Romeins keizer
- 1018 - Hendrik I van Oostenrijk (53), markgraaf van Oostenrijk
- 1213 - Maria van Oignies (36), Brabantse mystica
- 1677 - Willem Lodewijk van Württemberg (30), hertog van Württemberg
- 1733 - Johann Jakob Scheuchzer (60), wetenschapper
- 1832 - James Hall (71), Schots geoloog
- 1836 - James Mill (63), Schots econoom, filosoof, theoloog.
- 1859 - Maria Pavlovna van Rusland (73), grootvorstin van Rusland
- 1866 - Samuel Sarphati (53), Nederlands arts
- 1880 - Albrecht Rodenbach (23), Vlaams schrijver
- 1881 - Matthias Jacob Schleiden (77), Duits bioloog
- 1891 - Wilhelm Eduard Weber (86), Duits natuurkundige
- 1936 - Frans Coenen (70), Nederlands schrijver
- 1956 - Reinhold Glière (81), Russisch componist
- 1958 - Armas Järnefelt (88), Fins componist/dirigent
- 1959 - Boris Vian (39), Frans schrijver
- 1961 - Walter Melzer (66), Duits generaal
- 1964 - Johan Herman Bavinck (68), Nederlands predikant, zendeling en hoogleraar
- 1965 - Piet Zwiers (57), Nederlands kunstschilder
- 1966 - Frans Teulings (75), Nederlands politicus
- 1969 - Volmari Iso-Hollo (62), Fins atleet
- 1980 - Clyfford Still (75), Amerikaans kunstschilder
- 1981 - Zarah Leander (74), Zweeds filmactrice en zangeres
- 1982 - Marie Braun (71), Nederlands zwemster
- 1983 - Osvaldo Dorticós Torrado (64), president van Cuba
- 1986 - Renato De Sanzuane (61), Italiaans waterpolospeler
- 1986 - Moses Finley (74), Amerikaans historicus
- 1989 - Michel Aflaq (~79), Syrisch politicus
- 1990 - Wim Kat (85), Nederlands atleet
- 1993 - Oswaldo Riberto (59), Braziliaans voetballer
- 1995 - Jonas Salk (80), Amerikaans medicus
- 1996 - Andreas Papandreou (77), Grieks politicus
- 1996 - Mariano Rojas (23), Spaans wielrenner
- 1998 - Maureen O'Sullivan (87), Iers actrice
- 1998 - Willem Jacob Verdenius (85), Nederlands classicus
- 2003 - Jan Frederik Hartsuiker (89), Nederlands jurist
- 2006 - Hubert Grossard (38), Belgisch atleet
- 2006 - Aaron Spelling (83), Amerikaans film- en televisieproducent en scriptschrijver
- 2008 - Vlado Taneski (56?), Macedonisch journalist
- 2009 - Julius Fortuna (61), Filipijns journalist
- 2009 - Hanne Hiob (86), Duits actrice
- 2009 - Thomas M. King (80), Amerikaans jezuïet en theoloog
- 2009 - Ed McMahon (86), Amerikaans televisiepersoonlijkheid
- 2010 - Jörg Berger (65), (Oost-)Duits voetballer en voetbaltrainer
- 2010 - Jan van Zuuren (89), Nederlands politicus
- 2011 - Peter Falk (83), Amerikaans acteur en scenarioschrijver
- 2011 - Jef van der Heyden (85), Nederlands filmregisseur en schrijver
- 2012 - James Durbin (88), Brits statisticus en econometrist
- 2012 - Brigitte Engerer (59), Frans pianiste
- 2012 - Alan McDonald (48), Noord-Iers voetballer
- 2013 - Richard Matheson (87), Amerikaans schrijver
- 2013 - Sienie Strikwerda (91), Nederlands activiste
- 2013 - Elis Juliana (85), Curaçaos dichter en kunstenaar
- 2015 - Thé Lau (62), Nederlands muzikant en schrijver
- 2015 - Magali Noël (82), Frans actrice en zangeres
- 2016 - Michael Herr (76), Amerikaans schrijver en oorlogscorrespondent
- 2016 - Stefan Nagy (64), Zweeds darter
- 2017 - Tonny van der Linden (84), Nederlands voetballer
- 2017 - Jerzy Milewski (70), Pools-Braziliaans violist
- 2019 - Dave Bartholomew (100), Amerikaans jazzmuzikant en componist
- 2019 - George Rosenkranz (102), Hongaars-Mexicaans chemicus en bridgespeler
- 2020 - Lydia Chagoll (89), Belgisch-Nederlands danseres, choreografe, schrijfster en cineaste
- 2021 - Eric Kamerling (78), Nederlands politicus
- 2021 - Wojciech Karolak (82), Pools muzikant
- 2021 - John McAfee (75), Brits-Amerikaans softwareontwikkelaar
- 2021 - Walli (André Van der Elst) (69), Belgisch stripauteur
- 2022 - Stien Kaiser (84), Nederlands schaatsster
- 2023 - Frederic Forrest (86), Amerikaans acteur
- 2023 - Emiel Hopman (60), Nederlands schaatser
- 2023 - Willem Nijholt (88), Nederlands acteur en zanger
- 2023 - Paul de Senneville (89), Frans componist en muziekproducent
- 2024 - Michael Krause (77), Duits hockeyspeler
- 2025 - Lea Massari (91), Italiaans actrice
- 2025 - Peter Phillips (86), Brits  graficus en kunstschilder

## Viering/herdenking
- Nationale feestdag van Luxemburg

Nationale feestdag van Luxemburg

- VN-dag voor openbare dienstverlening
- Rooms-Katholieke kalender:
  - Heilige Ethel(d)reda (van Ely) († 679)
  - Heilige Lietbert(us) van Brakel († 1076)
  - Heilige Hidulfus van Henegouwen († c. 707)
  - Heilige Jozef Cafasso († 1860)
  - Heilige Walhère van Onhaye († 13e eeuw)
  - Zalige Marie van Oignies († 1213)
  - Zalige Anna van Silezië († 1265)

## Weerextremen

### Nederland
| | Officiële records | Officiële records | Officiële records |      | Landelijke records | Landelijke records | Landelijke records                                                                |
| Gebeurtenis | Jaar              | Extreem           | Locatie           | Jaar | Extreem            | Locatie            |                                                                                   |
| --- | ----------------- | ----------------- | ----------------- | ---- | ------------------ | ------------------ | --------------------------------------------------------------------------------- |
| Laagste etmaalgemiddelde temperatuur (°C) | 1918              | 10,7              | De Bilt           |      | 1918               | 9,2                | Maastricht                                                                        |
| Hoogste etmaalgemiddelde temperatuur (°C) | 2005              | 23,5              | De Bilt           |      | 2005               | 25,2               | Maastricht                                                                        |
| Laagste minimumtemperatuur (°C) | 1903              | 4,7               | De Bilt           |      | 1964               | 3,2                | Volkel                                                                            |
| Hoogste minimumtemperatuur (°C) | 2016              | 18,2              | De Bilt           |      | 2016               | 19,7               | Gilze-Rijen                                                                       |
| Laagste maximumtemperatuur (°C) | 1996              | 13,5              | De Bilt           |      | 1996               | 12,0               | Leeuwarden                                                                        |
| Hoogste maximumtemperatuur (°C) | 1941              | 32,0              | De Bilt           |      | 2022               | 32,9               | Hupsel                                                                            |
| Hoogste uurgemiddelde windsnelheid (m/s) | 1918, 1929        | 11,3              | De Bilt           |      | 2004               | 22,0               | Vlakte van De Raan, IJmuiden                                                      |
| Hoogste windstoot (m/s) | 2004              | 25,0              | De Bilt           |      | 2004               | 31,0               | Vlakte van De Raan                                                                |
| Langste zonneschijnduur (uur) | 2020              | 15,3              | De Bilt           |      | 2009 2020          | 15,7 15,7          | Berkhout, Hoorn Terschelling, Leeuwarden, Stavoren Hoorn Terschelling, Lauwersoog |
| Langste neerslagduur (uur) | 2004              | 13,4              | De Bilt           |      | 2004               | 13,9               | Marknesse                                                                         |
| Hoogste etmaalsom van de neerslag (mm) | 2016              | 49,5              | De Bilt           |      | 1975               | 101,4              | Rotterdam                                                                         |
| Laagste etmaalgemiddelde relatieve vochtigheid (%) | 1942              | 53                | De Bilt           |      | 1942               | 42                 | Maastricht                                                                        |
| Laagste uurwaarde luchtdruk op zeeniveau (hPa) | 1978              | 993,7             | De Bilt           |      | 2004               | 992,2              | Vlieland                                                                          |
| Hoogste uurwaarde luchtdruk op zeeniveau (hPa) | 2009              | 1029,5            | De Bilt           |      | 2009               | 1030,9             | Hoorn Terschelling, Vlieland                                                      |
| Officiële records worden altijd gemeten op het KNMI-weerstation in De Bilt. Landelijke records kunnen worden gemeten op elk officieel KNMI-weerstation in Nederland. |                   |                   |                   |      |                    |                    |                                                                                   |

Uitzonderlijke gebeurtenissen
- 2004 - Officieel maandrecord hoogste windstoot in m/s van juni gemeten in De Bilt: 25,0
- 2023 - Officieel hoogste uurwaarde luchtdruk op zeeniveau in hPa van juni dit jaar gemeten in De Bilt: 1024,6

### België
Dagrecords
- 1944 - Laagste etmaalgemiddelde temperatuur 9,7 °C
- 1941 - Hoogste etmaalgemiddelde temperatuur 25,6 °C
- 1944 - Laagste minimumtemperatuur 6 °C
- 2005 - Hoogste maximumtemperatuur 32 °C
- 1969 - Hoogste etmaalsom van de neerslag 54,4 mm

Uitzonderlijke gebeurtenissen
- 1903 - Tornado in Ben-Ahin (Huy) zonder schade.
- 1914 - Om 18 h 45 trekt tornado over Huy zonder schade.

<< · 1 · 2 · 3 · 4 · 5 · 6 · 7 · 8 · 9 · 10 · 11 · 12 · 13 · 14 · 15 · 16 · 17 · 18 · 19 · 20 · 21 · 22 · 23 · 24 · 25 · 26 · 27 · 28 · 29 · 30 · >>